# 友永英夫
友永 英夫（ともなが ひでお、1908年(明治41年)12月6日 - 1945年(昭和20年)5月14日）は、日本の海軍軍人。潜水艦を専門とする技術士官として、自動懸吊装置、重油漏洩防止装置を開発し、2度にわたり海軍技術有功章を受章した。第二次世界大戦中にドイツへ赴き、その帰途でドイツの降伏を迎え、乗艦していた「Uボート」艦内で庄司元三とともに自決。最終階級は海軍技術大佐。

## 生涯

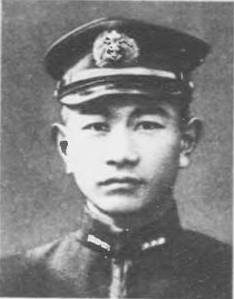
真珠湾攻撃で戦死した甲標的艇長岩佐直治。岩佐は友永家を訪問し、潜水艦と甲標的を固縛するバンドの増設を依頼。友永はその依頼に応えた。

現在の釜山広域市に土木技術者の父の三男として生まれた。本籍は山口県。日本に帰国後も父の仕事の関係で住居を転々とした。旧制鳥取県立鳥取第一中学校（現・鳥取県立鳥取西高等学校）、旧制第一高等学校理科を経て1929年（昭和4年）に東京帝国大学工学部船舶工学科に進んだ。

### 東京帝大時代
海軍は兵科、機関科、主計科についてはそれぞれ兵学校、機関学校、主計学校で士官を養成していたが、その他の分野は依託学生制度を設け大学から人材を募っていた。委託学生は海軍から金銭を支給され、卒業後は造機（機関担当）、造兵（兵器担当）、造船（艦船担当）の各技術士官および軍医の各中尉相当官に任官する。友永は大学1年の終わりに受験した海軍依託学生試験に合格した。当時の東大船舶工学科には平賀譲、徳川武定らが出講しており、友永はこの二人の薫陶を受け卒業論文『構造物振動について』は造船協会名誉金牌を受賞した。

### 海軍技術士官

#### 士官教育
1932年（昭和7年）4月に造船中尉に任官し、造船士官として基礎教育課程に進む。この過程はまず砲術学校始まり、3月半の間に兵学、礼式、教練など軍人としての基礎教育を受けるが、友永の3年後輩となる造船士官の堀元美は「かなり鍛えられた」、「気分的にはすこぶる気楽」と回想している。次いで呉海軍工廠附として実習が始まる。友永は軽巡洋艦「阿武隈」や特務艦「間宮」の艤装などに従事し、次いで連合艦隊司令部附として第二艦隊に配乗となり、演習に参加している。

#### 尉官時代
1933年（昭和8年）10月、士官教育課程を終えた友永は呉海軍工廠の船殻工場附、次いで佐世保海軍工廠附として本格的に造船士官のキャリアを開始する。しかし当時は友鶴事件、第四艦隊事件が連続して発生し、造船士官は苦境に立たされていた。海軍は艦艇の復元性能の確認や改造を実施してその安全性を高める処置を採り、友永もこの一連の作業に従事した。1936年（昭和11年）12月、造船大尉に進級していた友永は佐世保海軍工廠造船部員となり、潜水艦設計主務として活動し、「伊174」、「伊18」、「伊24」の建造に携わる。在任中に菊屋孫輔の次女・菊屋正子と結婚した。
1939年（昭和14年）3月、呉海軍工廠潜水艦部員に補され、造船部員と潜水学校教官を兼務する。友永は敬遠されがちであった教官職を歓迎していたという。戦後海将となる筑土龍男（海軍少佐）は教え子の一人であり、筑土によれば友永の講義内容は「潜水艦を作る側から、使う側への一般的な心得のようなもの」と語っている。

#### 兵器開発

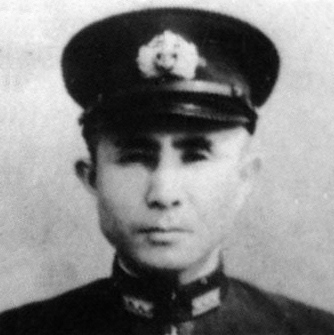
太平洋戦争で潜水艦長として歴戦した横田稔。横田は「私が生きのびたのは自動懸吊装置のおかげ」、「友永さんの発明で助けられた人は、どれだけいたかわかりません」と語っている。

1940年（昭和15年）11月に造船少佐へ進級するが、この時期に潜水艦の自動懸吊装置と重油漏洩防止装置を完成した。

##### 自動懸吊装置
この装置は潜航中の潜水艦深度を自動的に一定に保つことを可能にするものである。また深度調節に必要な排水にポンプが不要となった。具体的には排水用のタンクと注水用のタンクを準備し、前者は空気を加圧しておく。前者の弁を開くと排水が行われ、艦は上昇する。後者の弁を開くと注水が行われ、艦は下降する。注排水は艦に加わっている水圧と予定された深度の水圧の差によって電気接点が作動し自動で行われる。
従前でも深度を一定に保つことはできたが、艦内での物資や人員の移動、熟練者の勘、そしてポンプの使用が必要であった。自動懸吊装置はより正確な深度保持を可能とし、また空気排水はポンプ排水で発生した音をなくした。これにより水中聴音による被探知の危険を減殺し、さらに潜航中に使用する蓄電池の使用量を節減したのである。しかも一連の作業は自動で行われた。日本海軍潜水艦は、長時間の制圧を受けた場合でも、従来よりも抵抗力が高まったと言われている。しかし、弁の開閉が頻繁で無視できないほどの騒音を立てていたことも複数の潜水艦乗りが証言しており、静粛性については改良の余地があったと思われる。

##### 重油漏洩防止装置
この装置は燃料タンクに損傷を受けた場合でも、燃料タンクの内圧を水圧よりも低く保つことで
燃料の流出を避けることを可能にするものである。潜水艦は、その航行中に使用した燃料に相当する海水を補填して艦の重量を一定にしていたが、この海水の流通経路にポンプを装着することで実現した。
機銃掃射、爆撃、爆雷攻撃によって燃料タンクが破損すれば燃料が流出し、潜航した潜水艦でもその所在は明らかとなり、撃沈される可能性が高まる。燃料漏洩防止装置はこの危険を減殺したのである。

##### 海軍技術有功章
海軍技術有功章は1941年（昭和16年）に制定され、「技術上の顕著なる研究、発明、又は考案」に対して授与された。友永は、前者については1943年（昭和18年）4月に、後者については同年12月に授与されている。他の著名な受賞者に朝熊利英、片山有樹、岸本鹿子治、名和武などがいるが、この賞を複数回授与されたのは日本海軍史上に友永一人である。

#### 訪独
この他タンク式トイレを設計し、日本海軍の全潜水艦に装備されている。これにより、従来深々度におけるトイレの使用は水圧の影響で不自由であった問題が解決された。また板倉光馬が考案した区画ブローの研究に協力し、応急処置標準の改正が実現している。真珠湾攻撃では、甲標的部隊の装備を担当した。

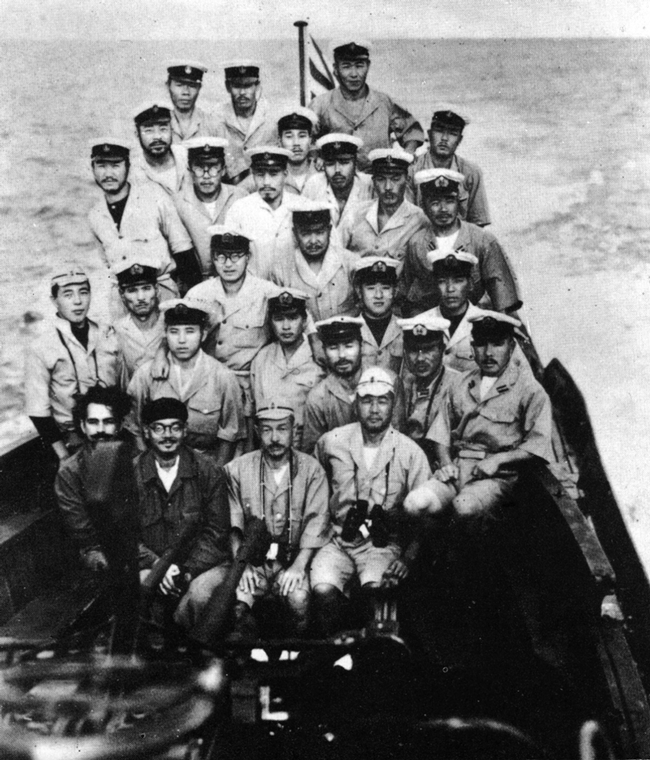
1943年4月28日、友永は江見哲四郎中佐とともにUボートに移乗する。写真はこの時Uボートから「伊29」に移乗したチャンドラ・ボースと「伊29」乗員。Uボートの戦術研究を行った江見は日本への帰途で乗艦の「呂501」を撃沈され戦死した。

1942年（昭和17年）8月、艦政本部第四部員兼技術研究部員に補され中央勤務となるが、翌年3月にはドイツ派遣を命じられる。この友永の派遣は、上述の自動懸吊装置と重油漏洩防止装置の知識を伝達すること及びUボート研究を目的としていた。このほか甲標的の図面、九五式魚雷も友永からドイツ側に譲渡されている。友永はペナンから「伊29」（伊豆寿市艦長）に乗艦し、マダガスカル島付近でUボートに移乗した。ボルドーへの到着は7月3日である。
ドイツ海軍の潜水艦関係者は日本の潜水艦技術に懐疑的であった。日本海軍の潜水艦の歴史は日露戦争期にアメリカから潜水艇を購入したことに始まるが、本格的な発展は第一次世界大戦後にドイツ人技師（テッヘル博士ら）を招聘したことに始まる。また遣独潜水艦作戦で「伊30」（遠藤忍艦長）が到着した際、ドイツ側は日本の造艦技術の問題点を指摘していたのである。しかし、友永の二つの発明はドイツでも高い評価を受けた。なお戦後アメリカの潜水艦技術者も賛辞を贈っている。
滞独中に造船監督官に補され、技術中佐に進級している。友永はUボートの技術研究を行うが、日本海軍は1944年（昭和19年）7月に帰国命令を発している。それまでにも帰国要請が出され、「伊29」（木梨鷹一艦長）への便乗も予定されていたが、友永は滞独を延長している。友永はこの時期にドイツ海軍潜水艦部隊が実用化しつつあったシュノーケル技術を日本へ伝達しており、また潜水艦の水中高速化技術の伝達も行ったとする推測がある。「伊52」（宇野亀雄艦長）での帰国も予定されていたが、同艦は到着前にビスケー湾で撃沈された。

#### 自決
ドイツ駐在海軍武官の小島秀雄は1945年（昭和20年）2月に日本へ向かう予定であったドイツ潜水艦に友永を乗艦させて帰国させる処置をとったが、出発は遅れた。友永はジェットエンジン研究を行っていた庄司元三技術中佐とともに「U234」に乗艦し、3月24日にキールを出港した。この時期、ドイツの敗勢はすでに明らかであり、4月30日にアドルフ・ヒトラーが自決、5月8日にはドイツの降伏を迎える。「U234」には潜水艦乗員のほか、ウルリッヒ・ケスラー独空軍大将らが便乗していた。ドイツ人の間では採るべき方策について議論があったが、懸念されたのが友永と庄司の存在である。かつての同盟国日本はいまや敵国であった。この日、フェラー艦長は友永にドイツの降伏を告げ、「U234」が降伏した場合の行動を尋ねたのに対し、友永は艦を破壊する決意を示したか、そのようにドイツ側から誤解されたかして、武装した乗組員が監視につくようになる。友永は艦長と日本へ向かうよう交渉を続けたが、艦長には大部分の乗員の安全を守る使命があった。5月11日、艦長が連合国へ降伏する決意を告げた際、友永は「投降は拒否するが艦の破壊はしない」旨を答えている。この日友永は庄司と共に遺書をしたためた。5月13日夜、「U234」が降伏意思を発したことを知った友永は、機密書類を処分。翌日未明、庄司とともに睡眠薬ルミナールを服用し自決した。両人の遺体はドイツ人の手で水葬に付されている。

#### その後
日本海軍は友永、庄司の自決を戦死として扱い、両人を海軍技術大佐に任じている。戦後ケスラー大将（1983年没）と小島秀雄はアメリカで再会したが、ケスラーは両人が立派であったと語り、自決の意志に思い至らなかったことを涙ながらに詫びた。友永らの遺書には自らの死を日本に伝えるよう依頼する文言があり、フェラー艦長（当時35歳）は、両人の最後を日本側に伝達したが、当時の大日本帝国政府は応答していない。フェラーはのちにベトナム戦争で病院船の船長として難民を助けている。
友永の妻正子は、山口県萩市在の菊屋家出身である。菊屋家は毛利家の御用達商人であり、また本陣を務める家柄であった。その住宅は日本の重要文化財である。正子は戦後に県女性問題対策審議会事務局長を務めながら二児を育て、2004年（平成16年）に没した。
『ドキュメンタリー　Uボートの遺書』が製作、関係者はインタビューに取材に応じている（1970年10月にNHKで放送、ナレーターは鈴木健二）。
1993年1月に、日本とドイツ、アメリカ、オーストリアの4か国合作でのNHK国際共同制作ドラマ『ラストUボート』が放送された（海軍軍人を演じたのは小林薫と大橋吾郎）